# Santa Lucia (brano musicale)
Santa Lucia è una canzone napoletana, scritta da Teodoro Cottrau per quel che riguarda la musica, da Michele Zezza per il testo in napoletano (con il titolo Lo varcaiuolo de Santa Lucia) e da Enrico Cossovich per il testo in italiano.

## Storia
Cottrau compose la musica della canzone Santa Lucia, il cui testo inizialmente era stato scritto in napoletano dal barone Michele Zezza con il titolo Lo varcaiuolo de Santa Lucia; questa versione venne pubblicata nel 1849, dopodiché il poeta e giornalista Enrico Cossovich (1822 – 1911) scrisse, in accordo con Cottrau, un altro testo in lingua italiana, e in questa versione il brano ebbe un successo mondiale; questo fatto creò una disputa fra i due autori del testo.

## Descrizione
I versi del brano celebrano il pittoresco aspetto del rione marinaro di Santa Lucia, sul golfo di Napoli, cantato da un barcaiolo che invita a fare un giro sulla sua barca, per meglio godere il fresco della sera. La canzone divenne immediatamente un successo nazionale, conoscendo un trionfo che la proiettò fuori della penisola e che ancora la conserva in tutti i repertori di musica italiana interpretati al mondo dai migliori cantanti, sia lirici che leggeri.
Una delle prime versioni a venir tradotta fuori dall'Italia fu quella ad opera del poeta britannico Theo Marzials, spesso accreditato anche come il vero compositore del brano. Negli Stati Uniti la prima edizione in lingua inglese fu quella di Thomas Oliphant, pubblicata a Baltimora da M. McCaffrey, anche se la versione definitiva ed oggi maggiormente diffusa è quella registrata agli inizi del XX secolo dal grande cantante lirico napoletano Enrico Caruso. Sempre oltreoceano fra gli artisti che si sono cimentati col brano c'è Elvis Presley, che nel 1965 la inserì nell'album Elvis for Everyone!.
Nei paesi scandinavi Santa Lucia è famosissima, e, con un testo differente, viene intonata durante la festa di santa Lucia, che nell'emisfero nord, prima della Riforma del Calendario, cadevano nel periodo di massimo buio dell'anno, durante il quale la tradizione vuole che la santa viaggi attraverso ogni città e paese per portare doni e dolci ai bambini ed annunciare il prossimo avvento della luce che prende il sopravvento sull'oscurità. La versione più celebre fra quelle scandinave è certamente quella svedese, intitolata Luciasången o Sankta Lucia, ljusklara hägring.
Come riferimento alla celebrità che questo brano ha in Scandinavia, la melodia di Santa Lucia viene brevemente citata anche nella canzone Mah-nà mah-nà di Piero Umiliani, colonna sonora del film Svezia inferno e paradiso.
In Boemia e Slovacchia è molto famosa una traduzione intitolata Krásná je Neapol (Napoli è bella), incisa da Waldemar Matuška e Karel Gott.
In Thailandia è l'inno ufficiale dell'Università Silpakorn ("Belle Arti" in lingua thai) di Bangkok, adottata con il testo italiano e aggiunta di strofe in thai dopo la scomparsa del fondatore, lo scultore fiorentino Corrado Feroci (1892-1962) padre dell'arte moderna thailandese. Mentre disegnava o modellava durante le lezioni,  Feroci canticchiava canzoni del repertorio italiano. Tra queste Santa Lucia attecchì più delle altre tra i suoi studenti. Nella ricorrenza della sua nascita, ogni 15 settembre, gli studenti  e gli alumni concludono la giornata di celebrazioni con il canto di Santa Lucia a lume di candela, davanti al suo monumento nel campus accanto al palazzo reale.

## Testi e melodia
| Testo italiano                                                              | Testo napoletano                                                      |
| --------------------------------------------------------------------------- | --------------------------------------------------------------------- |
| Enrico Cossovich, Santa Lucia                                               | Michele Zezza, Lo varcaiuolo de Santa Lucia                           |
| 1. Sul mare luccica l'astro d'argento; placida è l'onda, prospero il vento. | 1. Comme se frícceca la luna chiena! lo mare ride, ll'aria è serena.  |
| Venite all'agile barchetta mia! Santa Lucia, Santa Lucia!                   | Vuje che facite 'mmiezo a la via? Santa Lucia, Santa Lucia!           |
| 2. Con questo zeffiro così soave oh com'è bello star sulla nave!            | 2. Stu viento frisco fa risciatare: chi vo' spassarse jenno pe mmare? |
| Su passeggeri, venite via! Santa Lucia, Santa Lucia!                        | È pronta e lesta la varca mia Santa Lucia, Santa Lucia!               |
| 3. In fra le tende bandir la cena in una sera così serena                   | 3. La tènna è posta pe fa' 'na cena; e quanno stace la panza chiena   |
| chi non dimanda, chi non desia? Santa Lucia, Santa Lucia!                   | non c'è la mínema melanconia. Santa Lucia, Santa Lucia!               |
| 4. Mare sì placido vento sì caro scordar fa i triboli al marinaio           | 4.                                                                    |
| E va girando con allegria. Santa Lucia, Santa Lucia!                        |                                                                       |
| 5. O dolce Napoli o suol beato ove sorridere volle il creato                | 5.                                                                    |
| Tu sei l'impero dell'armonia. Santa Lucia, Santa Lucia!                     |                                                                       |
| 6. Or che tardate? Bella è la sera; spira un'auretta fresca e leggera.      | 6.                                                                    |
| Venite all'agile barchetta mia. Santa Lucia, Santa Lucia!                   |                                                                       |